# Lil' L.O.V.E.
"Lil' L.O.V.E." é uma música composta pelos cantores americanos Mariah Carey e James Phillips, entre outros para o o álbum de estúdio de Bone Thugs-n-Harmony, Strength & Loyalty. Foi lançada como o 2º single do álbum. Como protagonista da música, Mariah expressa o quanto precisa de 'a Lil L.O.V.E.' (um pouco de A.M.O.R.) e 'T.I.M.E.' (T.E.M.P.O.) do seu suspeito namorado no refrão.

## Videoclipe
Carey fez uma participação especial no vídeo que foi dirigido por Chris Robinson que dirigiu Mariah no clipe "I Know What You Want" com Busta Rhymes.
No clipe, tem aparições de Swizz Beatz e Jermaine Dupri.
O vídeo estreou em BET's 106 & Park em 5 de Julho de 2007.

## Desempenho nas Paradas
| Paradas                                                   | Melhor Posição |
| --------------------------------------------------------- | -------------- |
| Estados Unidos - Billboard Bubbling Under Hot 100 Singles | 17             |
| Estados Unidos - Billboard Hot R&B/Hip-Hop Songs          | 66             |
| Estados Unidos - Billboard Hot Rap Tracks                 | 24             |
| Nova Zelândia - RIANZ Top 40 Singles                      | 6              |
| Portugal - Parada de Singles                              | 25             |